# Лампи Младший, Иоганн Баптист
Иога́нн Ба́птист Ла́мпи (Джова́нни Батти́ста Ла́мпи), в литературе называемый Младший либо Второй (нем. Johann Baptist von Lampi der Jüngere, итал. Giovanni Battista Lampi il Giovane; 4 марта 1775 — 17 февраля 1837) — австрийский живописец, график, миниатюрист, мастер парадного портрета.

## Биография
Родился в семье известного австрийского живописца И. Б. Лампи Старшего, под руководством которого и получил первые художественные навыки. В 1783—1794 обучался в Академии художеств в Вене у Г. Фюгера и Г. Мауера. Окончив курс, приехал в Санкт-Петербург к отцу, где они совместно занимались исполнением портретов высокопоставленных особ.
В 1795 году за копию портрета А. И. Самойлова с оригинала Лампи Старшего и рисунки с античных статуй был удостоен звания почётного вольного общника Императорской академии художеств. В 1797 году за портрет директора Академии художеств и профессора исторической живописи И. А. Акимова избран академиком.
В сентябре 1804 года вместе с семьёй (женой и дочерью) возвратился в Вену, где продолжал писать и пользоваться репутацией отличного портретиста. Работал при дворе австрийского императора Франца I. В 1813 года стал профессором и членом Совета Академии художеств в Вене. Был помощником в мастерской отца, часто копировал и заканчивал его полотна. С 1822 возглавлял его мастерскую. Младший брат, Франц Ксавье Лампи (1782—1852), и сын, Иоганн Баптист Лампи III-й (1807—1857), также были живописцами.

## Особенности творчества
В петербургский период деятельности Лампи Младший был, скорее, помощником в исполнении многочисленных работ отца, реже выступал как самостоятельный автор. Это предопределило необычайную близость живописной манеры обоих художников, подчас практически не отличимой, поэтому актуален вопрос разделения и атрибуции произведений отца и сына. Впрочем, отмечают, что младший Лампи уступал старшему в силе красок и в виртуозности кисти. Женские портреты удавались ему лучше, чем мужские.
Портреты, созданные в петербургской мастерской Лампи, импонировали заказчикам благородством позы, приятным выражением лиц и великолепно написанными аксессуарами. По свидетельствам современников, успех обоих Лампи (отца и сына) был так велик, что при русском дворе не осталось почти ни одного человека, не запечатлённого их кистью.
Произведения Лампи Младшего находятся во многих музейных собраниях, в том числе в Государственном Русском музее, Государственной Третьяковской галерее, Научно-исследовательском музее Российской Академии художеств.

## Галерея работ

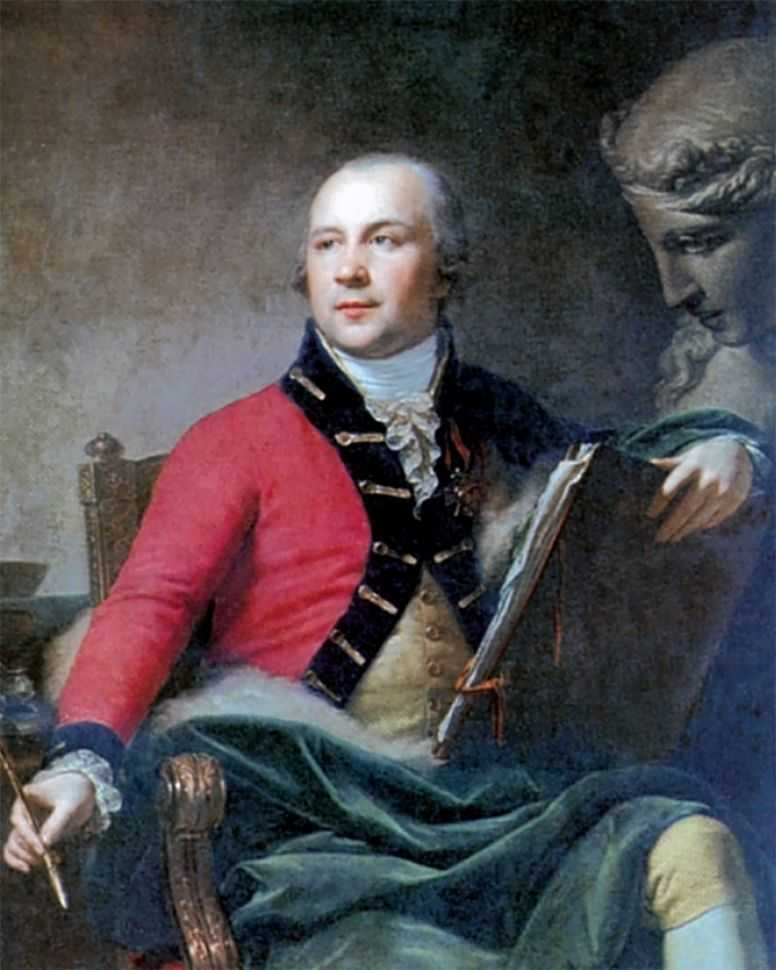
Портрет русского живописца И. А. Акимова
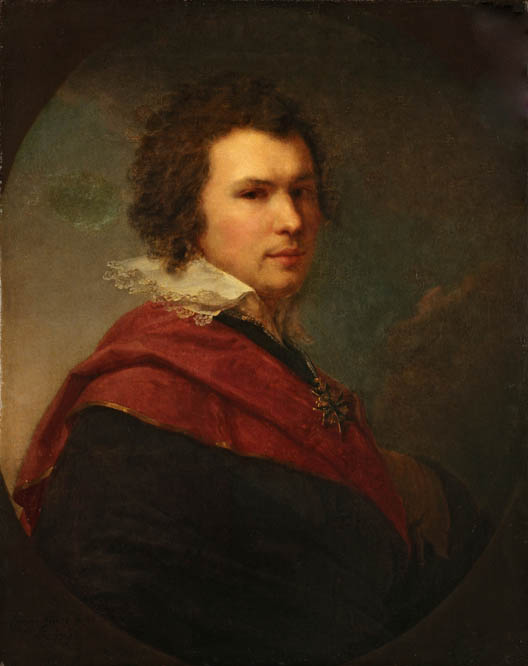
Портрет Аполлона Майкова
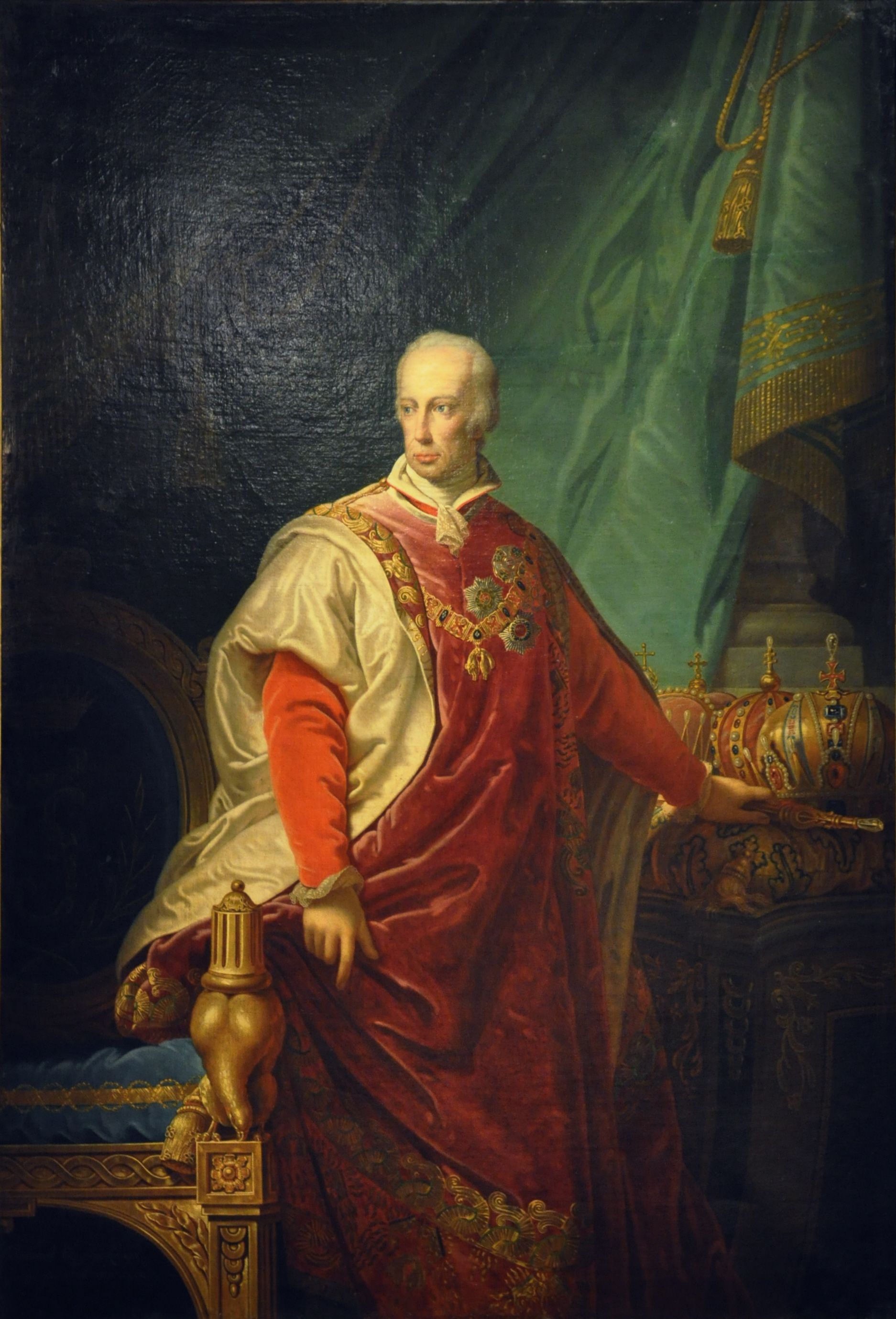
Портрет австрийского императора Франца II
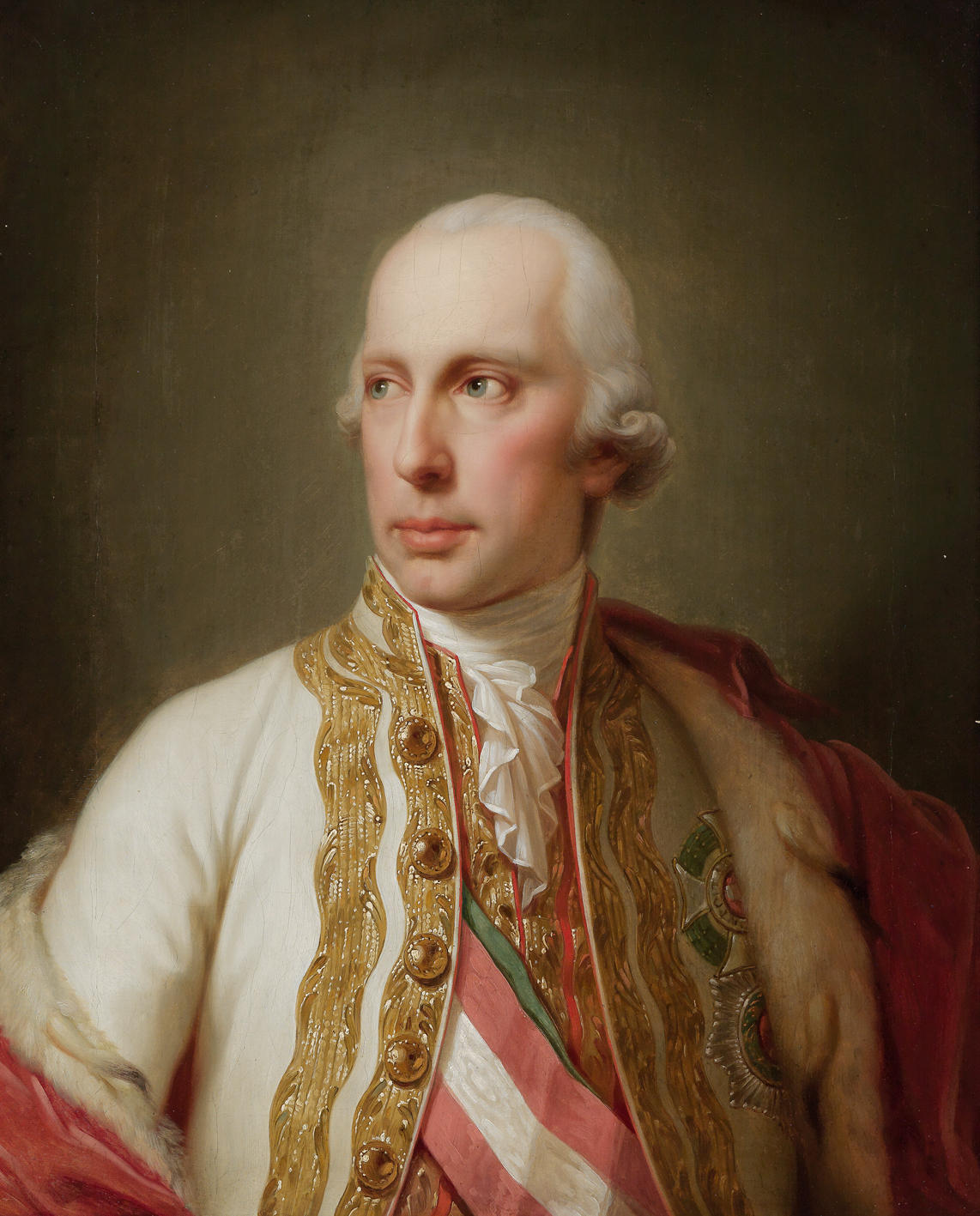
Портрет императора Франца II
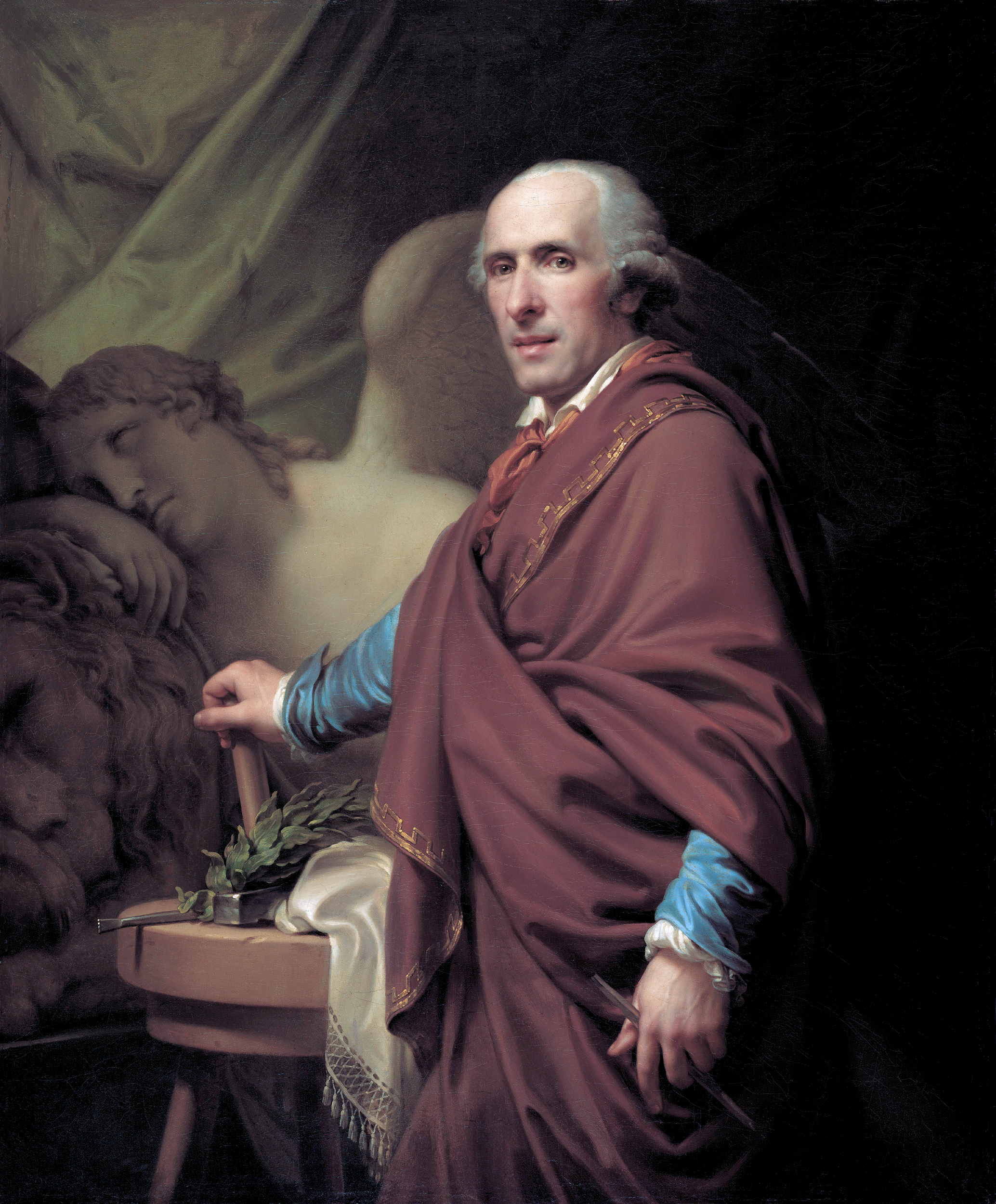
Портрет скульптора Антонио Кановы